# Okres Most
Most (Duits: Brüx) is een district (Tsjechisch: okres) in de Tsjechische Ústí nad Labem. De hoofdstad is Most. Het district bestaat uit 26 gemeenten (Tsjechisch: obec).

## Lijst van gemeenten
De obce (gemeenten) van de okres Most. De vetgedrukte plaatsen hebben stadsrechten.
Bečov - Bělušice - Braňany - Brandov - Český Jiřetín - Havraň - Hora Svaté Kateřiny - Horní Jiřetín - Klíny - Korozluky - Lišnice - Litvínov - Lom - Louka u Litvínova - Lužice - Malé Březno - Mariánské Radčice - Meziboří - Most - Nová Ves v Horách - Obrnice - Patokryje - Polerady - Skršín - Volevčice - Želenice

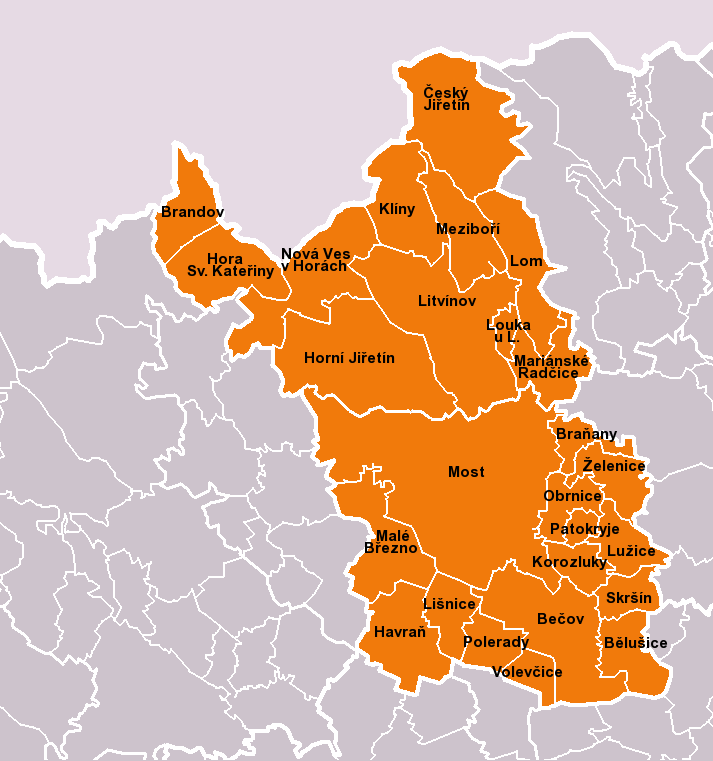
Gemeenten van okres Most

Děčín · Chomutov · Litoměřice · Louny · Most · Teplice · Ústí nad Labem